# Igor Alexejewitsch Nowikow

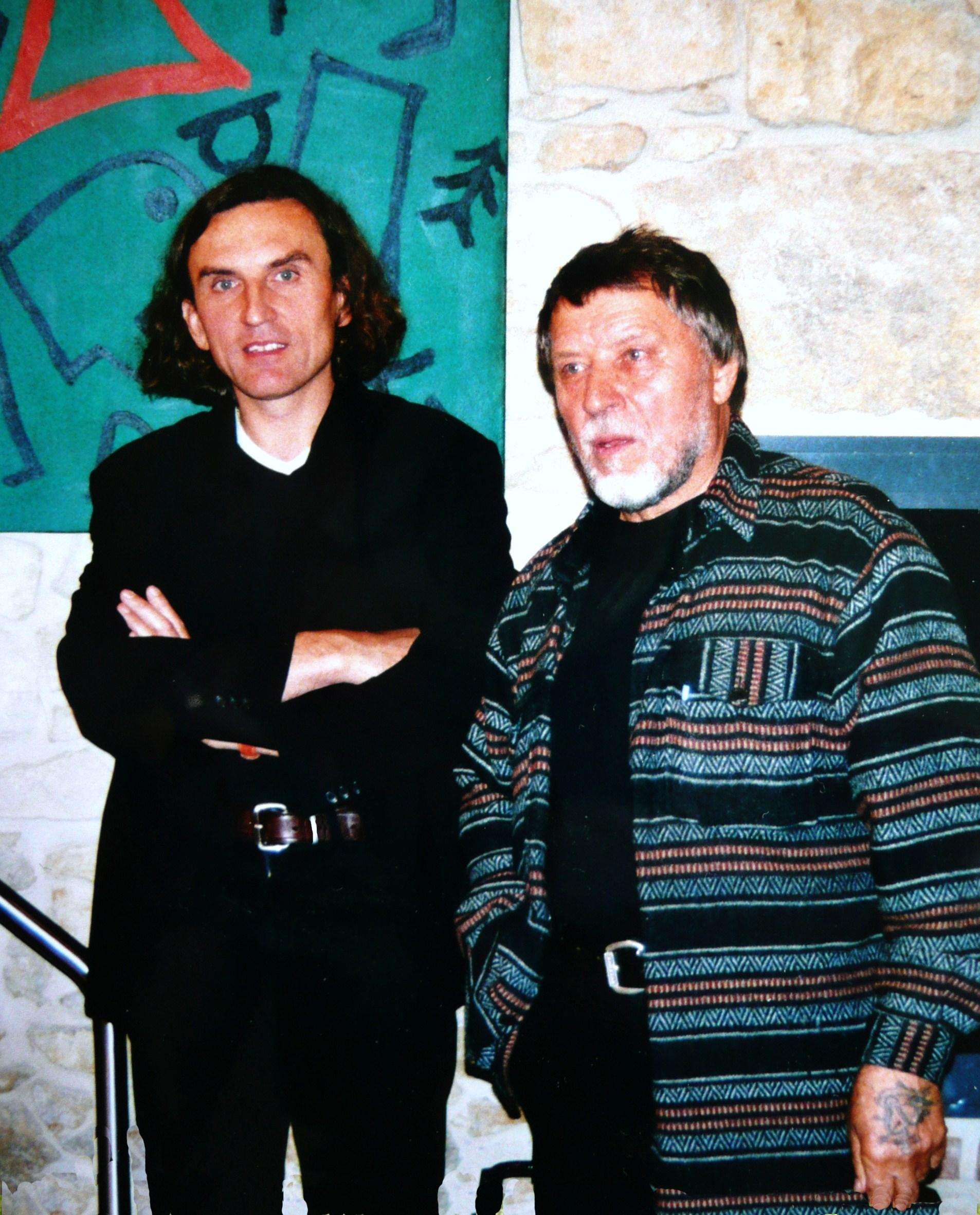
Igor Nowikow mit Vater Alexei (2001)

Igor Alexejewitsch Nowikow (russisch Игорь Алексеевич Новиков; auch Igor Alekseevich Novikov ; * 2. Januar 1961 in Tschadyr-Lunga, Moldauische SSR) ist ein schweizerisch-russischer nonkonformistischer Maler,  Mitglied der Akademie der Künste der UdSSR, der in der Schweiz lebt und arbeitet. Er gehört zum Kreis der Moskauer Künstler, die durch den Niedergang der Sowjetunion geprägt wurden. Sein Vater ist der Moskauer Maler, Bildhauer und Musiker Alexei Nowikow.

## Leben

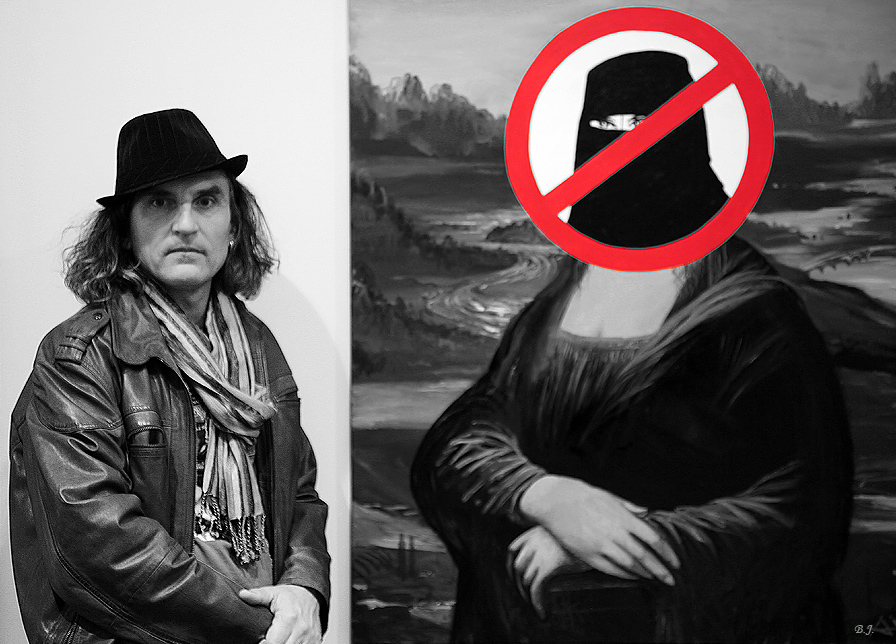
Igor Novikov und sein Bild „Miss Switzerland“. Nadja Brykina Gallery (2010) Zürich

Igor A. Nowikow wuchs in Moskau auf und besuchte auf Wunsch des Vaters schon als Kind die Ilja-Repin-Kunstschule und das Kunstgymnasium Moskau. Ab 1981 studierte er an der Kunstakademie Vasily Surikov, dem zentralen Kunstinstitut der Sowjetunion, ebenfalls in Moskau. 1987 schloss er mit dem Diplom als Kunstmaler ab. Igor Novikov studierte an der Rietveld Akademie, Amsterdam, Niederlande Nach dem Studium gründete er mit Kollegen die nicht-konformistische Künstlerkolonie Furmanni-Gasse in Moskau, die auch viele Interessenten aus dem Westen anzog, aber nach vier Jahren aufgelöst wurde.
Bereits der Schüler erhielt erste Ausstellungen. Die Teilnahme an verschiedenen Gruppenausstellungen junger russischer Künstler öffneten den Weg für Ausstellungen im Ausland, vor allem 1985 in Amsterdam (Niederlande), 1989 in Warschau (Polen), 1990 in Martigny (Schweiz), 1995 in Klagenfurt (Österreich), 1997 und in Berlin (Deutschland).
Höhepunkte waren Ausstellungen in den beiden großen nationalen russischen Kunstmuseen: eine große Einzelausstellung 1993 in der Tretjakow-Galerie in Moskau und die Aufnahme in eine Sammelausstellung der Kunst der russischen Nonkonformisten 1994 im Russischen Museum in St. Petersburg, die im gleichen Jahr auch im polnischen Nationalmuseum gezeigt wurde, „MOSKAU-NEW YORK“ Chelsea Art Museum New York National Centre for Contemporary Arts in Moscow, Kolodzei Art Foundation 2008. Da er auf internationale Anerkennung stiess, war es ihm schon vor der politischen Wende in Russland erlaubt, seine Werke im Ausland, Amerika, New-York, Australien, in Indien, Holland, Art Expo „Tias“, Tokio, Frankreich, London, Österreich, Deutschland, Hongkong,  EXPO’92 Sevilla, Spanien, Türkei, Warschau und Italien zu präsentieren.
Von 1990 bis 1993 arbeitete er mit einem Stipendium der UNESCO in La Chaux-de-Fonds (Schweiz) in einem Atelier, das die Stadt zur Verfügung stellte. Nach weiteren Arbeitsaufhalten in Klagenfurt (Österreich) und in Berlin (Deutschland) zog Igor Nowikow in die Schweiz 1990, wo er bis heute lebt und arbeitet. Er ist russischer und Schweizer Bürger.